# Tipula (Eumicrotipula) chacopata
Tipula (Eumicrotipula) chacopata is een tweevleugelige uit de familie langpootmuggen (Tipulidae). De soort komt voor in het Neotropisch gebied.